# Multicela

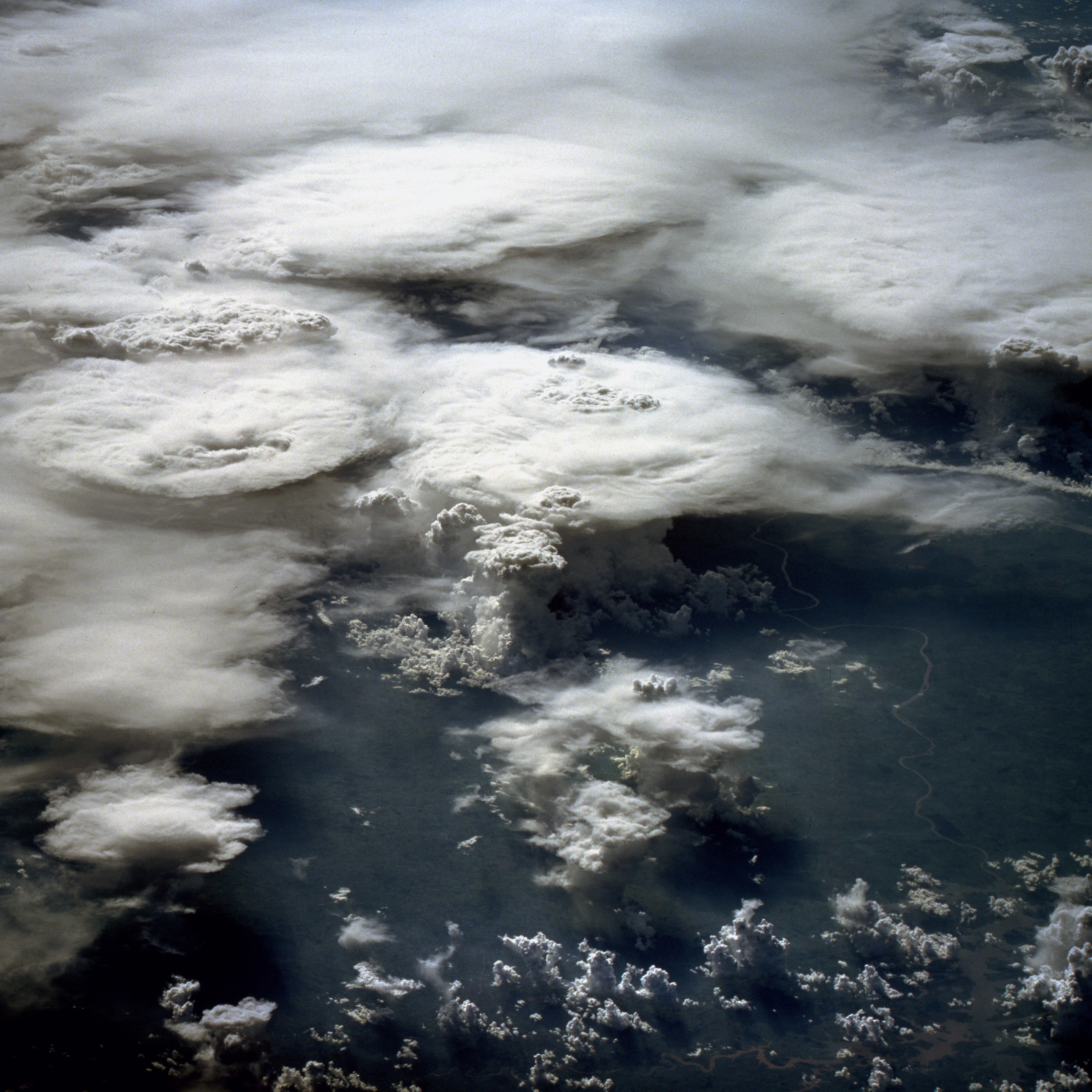
Skupina bouřkových oblaků – Cumulonimbus incus – s charakteristickým tvarem kovadliny

Multicela je nejběžnější konvekční bouře. Je tvořena dvěma a více bouřkovými buňkami (cumulonimby). Některé její projevy mohou být velmi intenzivní, nebo i extrémní. Často se vyskytují silné nárazy větru, kroupy, nebo silný déšť. Nemusí se však vyskytnout ani jedno z toho. Má životnost od desítek minut do desítek hodin.

## Typy multicel
Uspořádání jednotlivých elementů (radarové odrazivosti) v multicelární bouři má obvykle vzhled neuspořádaného shluku nebo strukturu linie, což odpovídá dělení multicelárních bouří na:
- shlukové multicely (multicell cluster storms) a
- liniové multicely (multicell line storms).

Pro liniové multicely se používá anglický výraz „squall line“ (SQL).
- Bouře s charakteristikami jak liniové, tak shlukové multicely se označují jako kvazilineární konvektivní systémy (QLCS).

### Mezosynoptické konvekční systémy
- MCS (z anglického mesoscale convective system) – je systém bouřkových oblaků, který alespoň v jednom směru vytváří souvislou srážkovou oblast o rozměru 100 km a větším.[1]
- MCC (z anglického mesoscale convective complex) – je komplex bouřkových oblaků, který splňuje následující kritéria: Oblast vysokých oblaků v rámci kovadliny, o teplotě −32 °C a nižší, o ploše alespoň 100 000 km², nebo oblast vysokých oblaků v rámci kovadliny, o teplotě −52 °C a nižší, která je větší než 50 km². Excentricita je alespoň 0,7 v čase maximálního plošného rozsahu.